# El Peñón de Guatapé
El Peñón de Guatapé (Spaans voor: "De rots van Guatapé") is een berg van het type inselberg in de gemeente Guatapé in het departement Antioquia in Colombia. Het is een granietkoepel gelegen in de Andes.
Op het hoogste deel aan de zuidoostzijde heeft de rots een hoogte van 2.135 meter boven zeeniveau. In de rots bevinden zich scheuren, waarvan er een is gebruikt voor de constructie van meer dan 600 treden om naar de top te gaan. Vanaf de rots heeft men zicht op de omgeving met het meer en de stuwdam.

## Geschiedenis
De brede rotsvoet en de rots zelf werden 70 miljoen jaar geleden gevormd.
De Tahamiesindianen, de voormalige bewoners van dit gebied, aanbaden de rots en noemden hem in hun taal "Mojarrá" of "Mujará" (rots of steen).
Aan de noordelijke zijde van de rots zijn er in grote witte letters, "G", en een onvolledige "U" (alleen de enkele verticale slag werd voltooid) geschilderd. Guatape en El Penol betwisten de rots al lange tijd en de bewoners van Guatapé besloten om de zaak op te lossen door de naam van de stad op de rots te schilderen in grote witte letters. Het duurde niet lang voor de bewoners van El Peñol het werk zagen en een grote menigte zich verzamelde om het schilderen te stoppen. Alleen de "G" en een deel van de "U" zijn afgerond.
Op de rots werd een nieuwe plantensoort gevonden die later de naam Pitcairma heterophila kreeg van een Duits wetenschapper.
Op de top werd er een uitzichtpunt aangelegd waar men souvenirs, ansichtkaarten en andere lokale goederen kan krijgen.
In de jaren 1940 verklaarde de Colombiaanse regering de rots een nationaal monument.

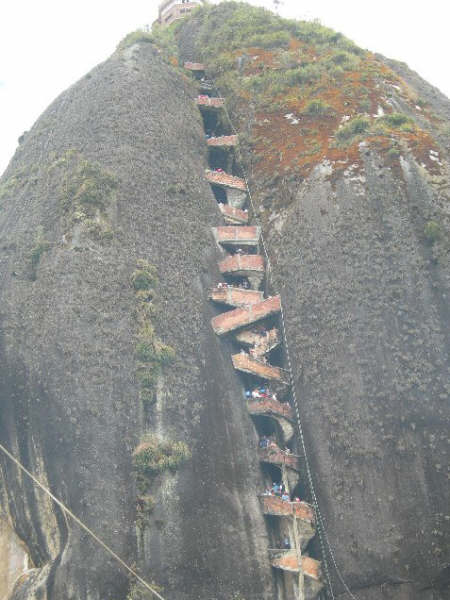
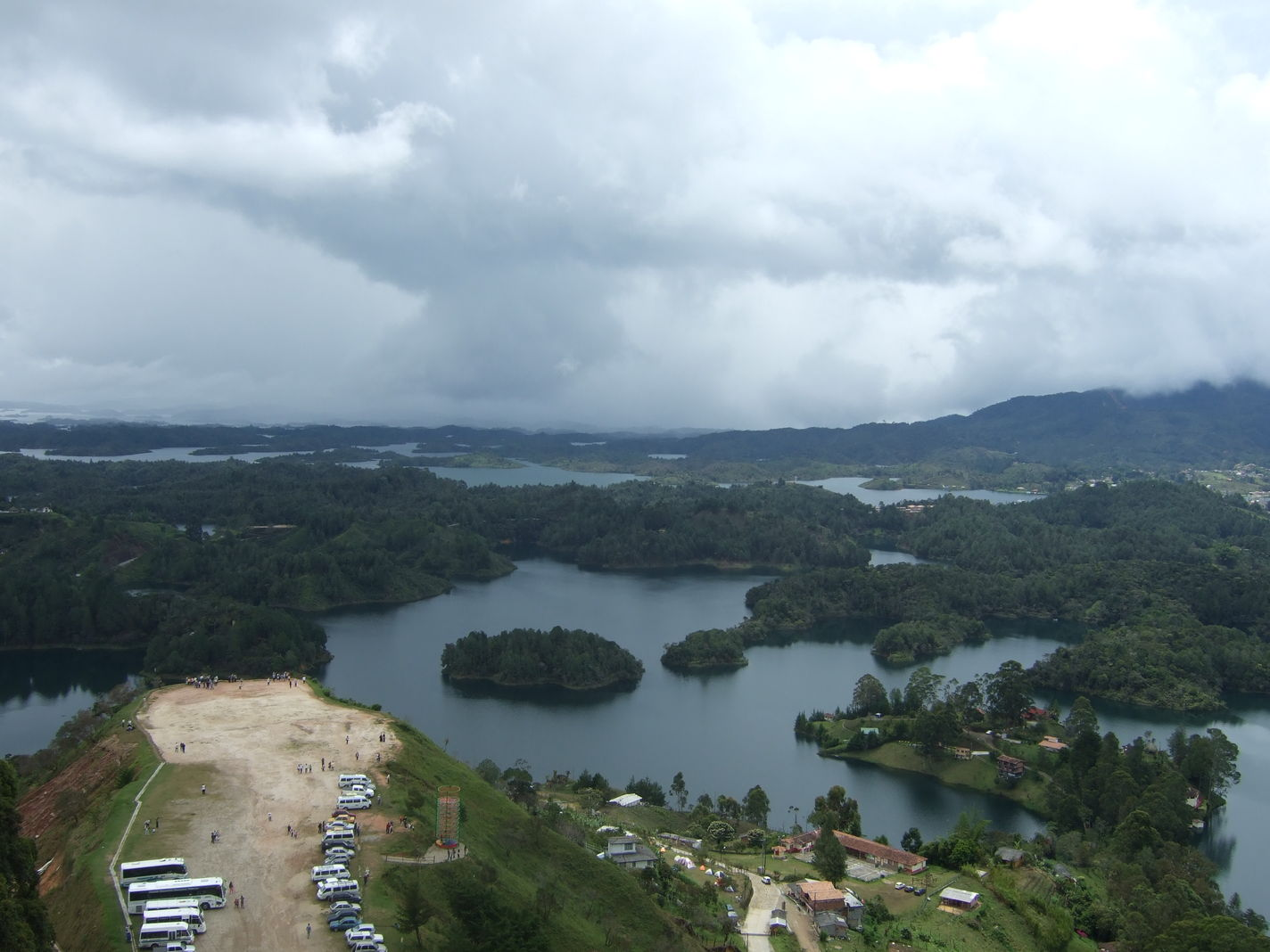
Zicht vanaf de rots